# Poreče

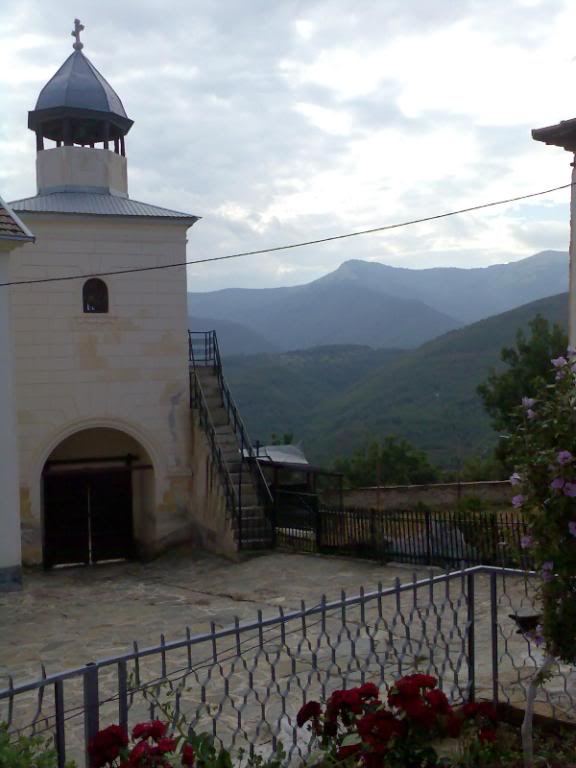
Monasterio en Poreče.

Poreč, Poreče o Porečje (en macedonio: Порече, Поречје o Поречие), es una región natural en el oeste de Macedonia del Norte, que se caracteriza por un paisaje de colinas aunque también por una historia y tradiciones particulares. El Poreče está limitado por dos grandes cordilleras, la Souva Gora al oeste y la Jakupica al este, que contribuyen a su aislamiento. Es atravesado por el río Treska y cuenta con el mayor lago el país, el lago Kozyak.
La región corresponde aproximadamente all territorio del municipio de Makedonski Brod. Comúnmente se divide en dos zonas, la Baja Poreče (Долно Порече) al sur y la Alta Poreče (Горно Поречие) al norte. El Poreče se caracteriza por una densidad de población muy baja, paisajes de bosques, cuevas y pequeños valles fluviales.